# Amblystegium patenti-flexuosum
Amblystegium patenti-flexuosum là một loài rêu trong họ Amblystegiaceae. Loài này được Dixon mô tả khoa học đầu tiên năm 1960.